# Kaštel i ljetnikovac Cambi u Kaštel Kambelovcu
Kaštel i ljetnikovac Cambi (Cambio) u mjestu Kambelovcu nalazi se na adresi Cambijev trg 15, Kaštel Kambelovac, Grad Kaštela.

## Povijest i opis
Obitelj Cambio (Kambi, Kambelović) sagradila je tijekom 16. i 17. stoljeća više utvrda na području Kaštel Kambelovca. Danas naziv kaštel Cambi(o) nosi okrugla kula u središtu mjesta.
Godine 1478. splitski knez Andrija Grigorio dodjeljuje braći Jerolimu i Antonu Cambio jednu hrid u moru na prostoru Dilata na kojoj će moći osnovati i sagraditi kuću za sklonište težaka:
Braća su prema toj odluci sklopila ugovor s majstorom Martinom Bogdanićem o gradnji utvrđene kuće i dvorišta na grebenu. Sagradili su kulu kružne tlocrtne osnove i most prema kopnu. Godine 1566. Frane Cambi nasuo je prostor sjeverno i istočno od kule i utvrdio ga obrambenim zidom s kulama na sjeverozapadu i jugoistoku. Najranij spomen te kule jest godina 1491. u dokumentu vezanom za kaštel Piškera. Kula se nalazila na sjeveroistočnom kutu utvrđenog dvorišta veličine 25 x 12 m. Sačuvala je svoj izvorni izgled. Sastoji se od prizemlja, tri kata i mašikula na četvrtom katu. Vanjski promjer kule je 5,7 m. Oko kule se formirao sklop kuća obitelji Cambi. Kaštel je s pokretnim mostom bio vezan s kopnom. Na istočnom pročelju današnje trokatnice vidljiva je lastavica nekadašnje kuće te bogata renesansna balustrada.

## Zaštita
Pod oznakom Z-3016 zavedena je kao nepokretno kulturno dobro - pojedinačno, pravna statusa zaštićena kulturnog dobra, klasificirano kao "vojne i obrambene građevine".

## Galerija
| - Kaštel Cambio - Kula i zgrada sjeverno - Kula i trg | - Maketa kaštela Cambio - Pogled s kopna - Pogled s mora - Pogled na dvorište |

## Vanjske poveznice
|  | Zajednički poslužitelj ima još gradiva o temi Kaštel i ljetnikovac Cambi u Kaštel Kambelovcu |